# Macoun (Saskatchewan)
Macoun es un pueblo canadiense situado en la provincia de Saskatchewan.

## Superficie
Macoun tiene una superficie de 1,7 km².

## Demografía
En 2021, tenía 272 habitantes, una densidad poblacional de 160,4 hab./km², y 118 viviendas.